# Canton de Lusignan
Le canton de Lusignan est une circonscription électorale française située dans le département de la Vienne et la région Nouvelle-Aquitaine.

## Géographie
Ce canton est organisé autour de Lusignan dans les arrondissements de Montmorillon et Poitiers. Son altitude varie de 90 m (Celle-L'Évescault) à 183 m (Rouillé).

## Histoire
Le canton de Lusignan a été créé en 1801.
Un nouveau découpage territorial de la Vienne entre en vigueur à l'occasion des premières élections départementales suivant le décret du 26 février 2014. Les conseillers départementaux sont, à compter de ces élections, élus au scrutin majoritaire binominal mixte. Les électeurs de chaque canton élisent au Conseil départemental, nouvelle appellation du Conseil général, deux membres de sexe différent, qui se présentent en binôme de candidats. Les conseillers départementaux sont élus pour 6 ans au scrutin binominal majoritaire à deux tours, l'accès au second tour nécessitant 12,5 % des inscrits au 1er tour. En outre la totalité des conseillers départementaux est renouvelée. Ce nouveau mode de scrutin nécessite un redécoupage des cantons dont le nombre est divisé par deux avec arrondi à l'unité impaire supérieure si ce nombre n'est pas entier impair, assorti de conditions de seuils minimaux. Dans la Vienne, le nombre de cantons passe ainsi de 38 à 19. Le nombre de communes du canton de Lusignan passe de 9 à 19.
Le canton de Lusignan est depuis formé de communes des anciens cantons de Couhé (10 communes) et de Lusignan (9 communes). Avec ce redécoupage administratif, le territoire du canton s'affranchit des limites d'arrondissements, avec 10 communes incluses dans l'arrondissement de Montmorillon et 9 dans l'arrondissement de Poitiers. Le bureau centralisateur est situé à Lusignan.

## Représentation

### Conseillers généraux de 1833 à 2015
| Période | Période      | Identité                                       | Étiquette             | Qualité |
| ------- | ------------ | ---------------------------------------------- | --------------------- | --- |
| 1833    | 1836         | Hugues Sillas Pignoux (1782-1856)              |                       | Praticien Maire de Sanxay |
| 1836    | 1848         | Jacques Babinet                                |                       | Propriétaire à Lusignan Membre de l'Institut de France Professeur de mathématiques |
| 1848    | 1852         | Pierre Augustin Alphonse Marsault              |                       | Médecin, maire de Lusignan |
| 1852    | 1861         | Hyacinthe Duval                                |                       | Maire de Celle-L'Évescault |
| 1861    | 1870         | Germain Tribert-Hermain                        | Droite                | Avocat Propriétaire au Fontioux (commune de Marçay) |
| 1870    | 1871         | Jean-Charles Babinet (fils de Jacques Babinet) |                       | Président de chambre à la Cour de Cassation à Poitiers Propriétaire à Lusignan Propriétaire des châteaux de Bélair à Villeloin-Coulangé (Indre-et-Loire) et de la Ricotière à Fougeré (Vendée)                 |
| 1871    | 1880         | Germain Tribert-Hermain                        | Droite                | Avocat Propriétaire au Fontioux (commune de Marçay) |
| 1880    | 1898         | Jean Félix Lami                                | Républicain           | Propriétaire, maire de Lusignan, conseiller d'arrondissement Président du Conseil général |
| 1898    | 1919         | Oscar Cibiel                                   | Républicain           | Docteur en médecine à Lusignan Député (1906-1910) |
| 1919    | 1940         | Edmond Quintard (1885-1958)                    | Rad.                  | Propriétaire Maire de Rouillé (1924-1929) puis de Lusignan (1935-1938), conseiller d'arrondissement Nommé membre de la Commission administrative départementale en 1941 Nommé conseiller départemental en 1943 |
|         |              |                                                |                       | |
| 1945    | 1958 (décès) | Edmond Quintard                                | Rad.                  | Président du Conseil Général (1954-1957) |
| 1958    | 1985         | Jean-Michel Quintard                           | RGR puis MRG puis DVG | Maire de Saint-Sauvant (1953-1983) Chef de cabinet du Président du Sénat (Gaston Monnerville) |
| 1985    | 2004         | Lionel Huguet                                  | UDF-DL puis UMP       | Ingénieur agricole Maire de Lusignan (1977-1995) |
| 2004    | 2015         | René Gibault                                   | PS                    | Retraité de la fonction publique hospitalière Maire de Lusignan (1995-2020) Président de la Communauté de Communes du Pays Mélusin                                                                             |

### Conseillers d'arrondissement (de 1833 à 1940)
| Période                                  | Période | Identité                    | Étiquette   | Qualité |
| ---------------------------------------- | ------- | --------------------------- | ----------- | --- |
| 1833                                     | 1836    | M. Rivault                  |             | Propriétaire à Rouillé                                                                                                   |
|                                          |         |                             |             | |
|                                          |         |                             |             | |
|                                          | 1880    | Jean Félix Lami             | Républicain | Propriétaire à Lusignan                                                                                                  |
| 1880                                     | 1901    | Pierre Guitton (1823-1901)  | Républicain | Directeur d'école, maire de Rouillé (1871-1901)                                                                          |
| 1901                                     | 1913    | Jean Laidet                 | Républicain | Maire de Rouillé, propriétaire à Poitiers                                                                                |
| 1913                                     | 1919    | Edmond Quintard             | Républicain | Propriétaire à Rouillé                                                                                                   |
| 1919                                     | 1925    | Ernest Bouffard             | Républicain | Conseiller municipal de Saint-Sauvant                                                                                    |
| 1925                                     | 1931    | Xavier Bernard              |             | Agriculteur à Saint-Sauvant                                                                                              |
| 1931                                     | 1937    | Alphonse Gabard             | Conc.rép    | Cultivateur, adjoint au maire de Rouillé                                                                                 |
| 1937                                     | 1940    | Octave Pérochon (1880-1965) | Radical     | Propriétaire au Grand Breuil, Président de la laiterie coopérative de La Mothe-Saint-Héray, maire de Rouillé (1929-1945) |
| 1940                                     |         |                             |             | Les conseils d'arrondissement ont été suspendus par la loi du 12 octobre 1940 et n'ont jamais été réactivés              |
| Les données manquantes sont à compléter. |         |                             |             | |

### Représentation après 2015
| Période élective | Période élective | Mandat | Mandat   | Identité          | Nuance | Nuance | Qualité                                                                                         |
| ---------------- | ---------------- | ------ | -------- | ----------------- | ------ | ------ | ----------------------------------------------------------------------------------------------- |
| 2015             | 2021             | 2015   | 2021     | Jean-Louis Ledeux |        | DVD    | Chef d’entreprise, Conseiller municipal de Lusignan maire depuis 2020                           |
| 2015             | 2021             | 2015   | 2021     | Sybil Pécriaux    |        | DVD    | Agricultrice, chef d’entreprise, troisième Adjointe au Maire de Payré                           |
| 2021             | 2028             | 2021   | en cours | Jean-Louis Ledeux |        | DVD    | Conseiller sortant 10e Vice-Président du Conseil départemental - Agriculture, Ruralité          |
| 2021             | 2028             | 2021   | en cours | Sybil Pécriaux    |        | DVD    | Conseillère sortante Conseillère Départementale Déléguée, chargée des Relations Internationales |

### Résultats détaillés

#### Élections de mars 2015
À l'issue du 1er tour des élections départementales de 2015, deux binômes sont en ballottage : René Gibault et Sophie Mellier (PS, 33,42 %) et Jean-Louis Ledeux et Sybil Pécriaux (DVD, 28,85 %). Le taux de participation est de 53,4 % (7 576 votants sur 14 187 inscrits) contre 51,35 % au niveau départemental et 50,17 % au niveau national.
Au second tour, Jean-Louis Ledeux et Sybil Pécriaux (DVD) sont élus avec 51,75 % des suffrages exprimés et un taux de participation de 53,37 % (3 516 voix pour 7 571 votants et 14 187 inscrits).

#### Élections de juin 2021
Le premier tour des élections départementales de 2021 est marqué par un très faible taux de participation (33,26 % au niveau national). Dans le canton de Lusignan, ce taux de participation est de 33,32 % (4 725 votants sur 14 179 inscrits) contre 33,61 % au niveau départemental. À l'issue de ce premier tour, deux binômes sont en ballottage : Jean-Louis Ledeux et Sybil Pécriaux (DVD, 55,24 %) et Isabelle Mopin et Jean-François Rengeard (DVG, 44,76 %).
Le second tour des élections est marqué une nouvelle fois par une abstention massive équivalente au premier tour. Les taux de participation sont de 34,36 % au niveau national, 33,96 % dans le département et 34,01 % dans le canton de Lusignan. Jean-Louis Ledeux et Sybil Pécriaux (DVD) sont élus avec 56,18 % des suffrages exprimés (2 509 voix pour 4 823 votants et 14 180 inscrits),,. 

## Composition

### Composition avant 2015

Carte de localisation du canton de Lusignan dans le département de la Vienne, redécoupage de 1982.

Le canton de Lusignan regroupait 9 communes.
| Nom                  | Code Insee | Codepostal | Superficie (km2) | Population (dernière pop. légale) | Densité (hab./km2) |
| -------------------- | ---------- | ---------- | ---------------- | --------------------------------- | ------------------ |
| Lusignan (chef-lieu) | 86139      | 86600      | 37,82            | 2 631 (2012)                      | 70                 |
| Celle-Lévescault     | 86045      | 86600      | 42,67            | 1 337 (2012)                      | 31                 |
| Cloué                | 86080      | 86600      | 12,21            | 492 (2012)                        | 40                 |
| Coulombiers          | 86083      | 86600      | 27,93            | 1 081 (2012)                      | 39                 |
| Curzay-sur-Vonne     | 86091      | 86600      | 16,52            | 449 (2012)                        | 27                 |
| Jazeneuil            | 86116      | 86600      | 31,82            | 854 (2012)                        | 27                 |
| Rouillé              | 86213      | 86480      | 52,01            | 2 533 (2012)                      | 49                 |
| Saint-Sauvant        | 86244      | 86600      | 59,58            | 1 317 (2012)                      | 22                 |
| Sanxay               | 86253      | 86600      | 24,13            | 552 (2012)                        | 23                 |

### Composition depuis 2015
Lors du redécoupage de 2014, le canton de Lusignan comprenait dix-neuf communes entières.
À la suite de la création de la commune nouvelle de Valence-en-Poitou au 1er janvier 2019, le canton comprend désormais quinze communes entières.
| Nom                              | Code Insee | Intercommunalité           | Superficie (km2) | Population (dernière pop. légale) | Densité (hab./km2) | Modifier                                    |
| -------------------------------- | ---------- | -------------------------- | ---------------- | --------------------------------- | ------------------ | ------------------------------------------- |
| Lusignan (bureau centralisateur) | 86139      | CU Grand Poitiers          | 37,82            | 2 556 (2022)                      | 68                 | modifier les données · modifier les données |
| Anché                            | 86003      | CC du Civraisien en Poitou | 16,23            | 329 (2022)                        | 20                 | modifier les données · modifier les données |
| Brux                             | 86039      | CC du Civraisien en Poitou | 35,91            | 765 (2022)                        | 21                 | modifier les données · modifier les données |
| Celle-Lévescault                 | 86045      | CU Grand Poitiers          | 42,67            | 1 373 (2022)                      | 32                 | modifier les données · modifier les données |
| Chaunay                          | 86068      | CC du Civraisien en Poitou | 38,64            | 1 201 (2022)                      | 31                 | modifier les données · modifier les données |
| Cloué                            | 86080      | CU Grand Poitiers          | 12,21            | 492 (2022)                        | 40                 | modifier les données · modifier les données |
| Coulombiers                      | 86083      | CU Grand Poitiers          | 27,93            | 1 143 (2022)                      | 41                 | modifier les données · modifier les données |
| Curzay-sur-Vonne                 | 86091      | CU Grand Poitiers          | 16,52            | 374 (2022)                        | 23                 | modifier les données · modifier les données |
| Jazeneuil                        | 86116      | CU Grand Poitiers          | 31,82            | 797 (2022)                        | 25                 | modifier les données · modifier les données |
| Romagne                          | 86211      | CC du Civraisien en Poitou | 40,84            | 803 (2022)                        | 20                 | modifier les données · modifier les données |
| Rouillé                          | 86213      | CU Grand Poitiers          | 52,01            | 2 521 (2022)                      | 48                 | modifier les données · modifier les données |
| Saint-Sauvant                    | 86244      | CU Grand Poitiers          | 59,58            | 1 298 (2022)                      | 22                 | modifier les données · modifier les données |
| Sanxay                           | 86253      | CU Grand Poitiers          | 24,13            | 548 (2022)                        | 23                 | modifier les données · modifier les données |
| Valence-en-Poitou                | 86082      | CC du Civraisien en Poitou | 83,22            | 4 323 (2022)                      | 52                 | modifier les données · modifier les données |
| Voulon                           | 86296      | CC du Civraisien en Poitou | 8,31             | 468 (2022)                        | 56                 | modifier les données · modifier les données |
| Canton de Lusignan               | 8609       |                            | 527,84           | 18 991 (2022)                     | 36                 | modifier les données                        |

## Démographie

### Démographie avant 2015
| 1962   | 1968   | 1975   | 1982   | 1990   | 1999   | 2006   | 2011   | 2012   |
| ------ | ------ | ------ | ------ | ------ | ------ | ------ | ------ | ------ |
| 11 201 | 10 907 | 10 557 | 10 615 | 10 405 | 10 458 | 10 796 | 11 244 | 11 246 |

### Démographie depuis 2015
En 2022, le canton comptait 18 991 habitants, en évolution de −1,24 % par rapport à 2016 (Vienne : +0,6 %, France hors Mayotte : +2,11 %).
| 2013   | 2018   | 2022   |
| ------ | ------ | ------ |
| 19 121 | 19 238 | 18 991 |